# Navalla d'afaitar

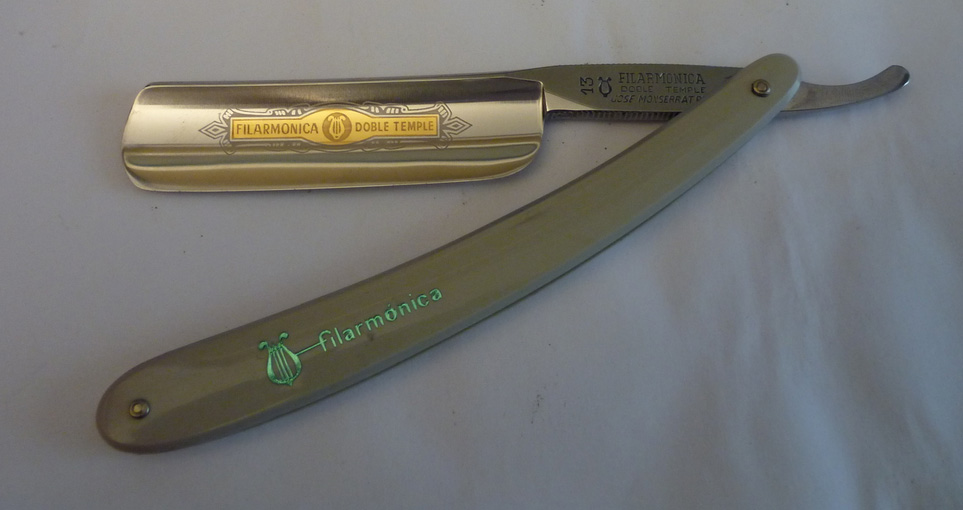
Ganivet de rasurar de fabricació espanyola, amb gravadura d'or i punta rodona.

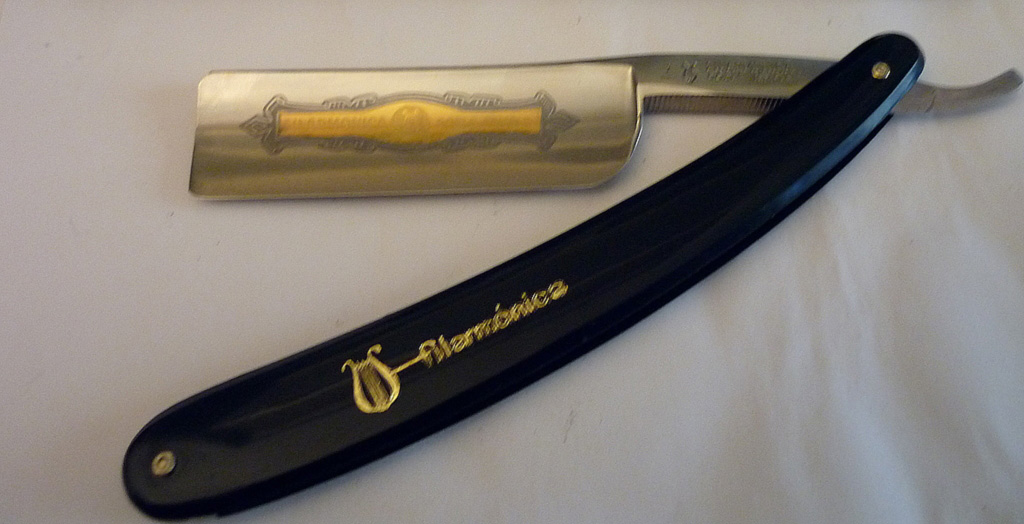
Ganivet de barbejar amb gravadura d'or i punta espanyola.

Una navalla d'afaitar, ganivet de rasurar, raor o rasadora, és un ganivet de tall molt afilat, feta amb acer d'alt nivell de tremp, que serveix per a afaitar la barba. S'anomena també navalla barbera o navalla de barber.
Una navalla d'afaitar manejada amb destresa sobre un rostre humitejat i ensabonat deixa la pell llisa i sense traces de pèl.
Abans del segle xx, tots els homes s'afaitaven amb aquest tipus de navalles, avui en dia se segueixen fent servir per preferència personal, així com en barberies tradicionals. Encara que han estat gairebé completament substituïdes per la maquineta d'afaitar i les màquines d'afaitar elèctriques, les navalles barberes encara tenen un paper important en el mercat de l'afaitat. A més, encara hi ha fabricants de navalles d'afaitar a Europa, Àsia (especialment al Japó) i als Estats Units.
Cal certa habilitat per a esmolar aquestes navalles, i cal anar amb compte en afaitar-se. Aquestes habilitats eren de gran importància a les escoles de barbers.

## Història

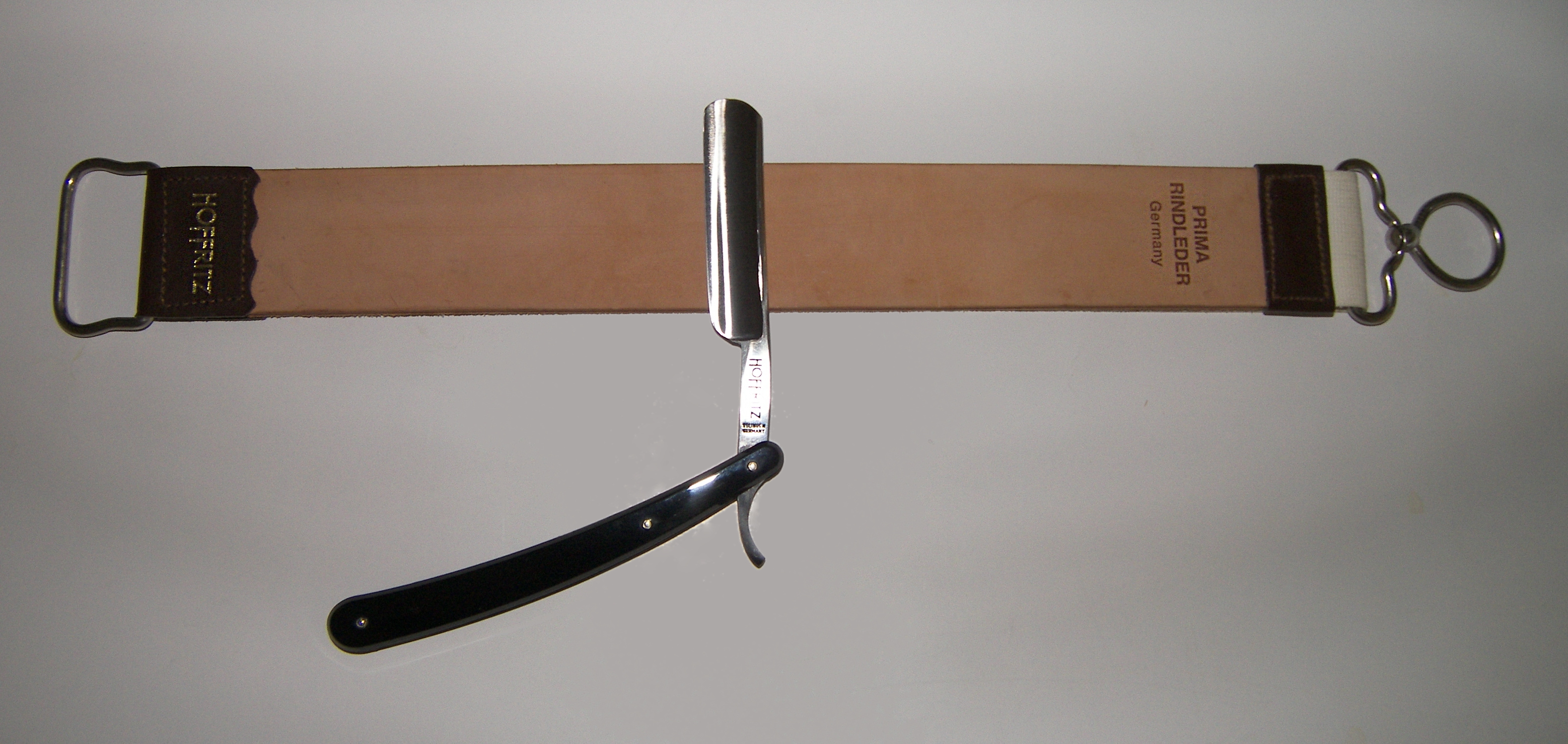
Navalla d'afaitar i asentador de cuir.

La primera navalla d'afaitar moderna, amb mànec decorat i tall còncau, la va fabricar Benjamin Huntsman el 1740, a Sheffield, Anglaterra. Temps després, els francesos van adoptar el procés de Huntsman. Els fabricants anglesos van ser més reticents a adoptar aquest procés i només ho van fer en veure el seu èxit a França. La forma més comuna d'afaitar abans del segle xx era a navalla i es va mantenir així en molts països fins a la dècada de 1950. Els barbers estaven especialment entrenats per donar un excel·lent i ràpid afaitat als seus clients.
Amb el temps, les navalles van passar de moda. La seva principal competència era la maquineta d'afaitar inventada pel nord-americà King Camp Gillette, que usava fulles d'un sol ús. Aquestes maquinetes no requerien molta atenció per usar-se. Les seves fulles de recanvi eren molt difícils de reesmolar i es fabricaven per a ser llençades després d'un sol ús, i en cas de reutilitzar-les es rovellaven ràpidament. També eren una inversió menor, comparada amb la compra d'un raor, encara que a llarg termini resultava ser un producte més car. La navalla barbera va perdre mercat, malgrat els seus avantatges a llarg termini fins i tot econòmics.
En l'actualitat, hi ha un mite en molts països sobre les malalties que poden transmetre amb les navalles a les barberies. Tot i que el virus del VIH mor instantàniament al contacte amb l'aire, o en assecar-se la sang, altres malalties com l'hepatitis poden romandre vives fins dues setmanes. Per això, es solen emprar navalles que usen fulles sol ús conegudes com a "Shavettes" o rasuradores.

### Barcelona
Segons un document de 1491, i altres testimonis posteriors, les navalles fabricades o comercialitzades a Barcelona gaudien d'un gran prestigi.

## Parts
A continuació, es mostra una imatge amb els noms més comuns de cada part d'un raor.

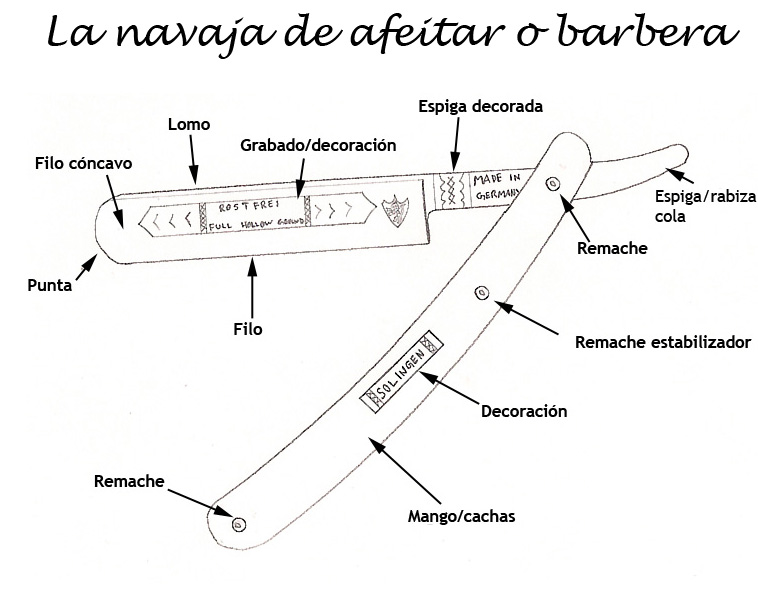
Dibuix amb les parts d'una navalla d'afaitar.

El tall còncau (que és producte del buidatge) és el que permet que la fulla tingui in fil tan prim i que produeixi el tall finíssim que caracteritza les navalles de barber.
Els gravats decoratius de moltes navalles que es fabriquen avui en dia són incrustacions d'or. També són freqüents els mànecs de materials exòtics com fustes cares o banya de búfal, que donen com a resultat navalles úniques i exquisides.

## Tipus d'acer
Acer al carboni: és el tipus d'acer més comú per la seva eficàcia per a l'afaitat. Crea un tall agudíssim i molt efectiu. El seu únic desavantatge és la seva vulnerabilitat a l'oxidació. L'òxid s'ha de retirar mitjançant el tallat amb una llima, algun abrasiu o polidor de metalls.
Acer inoxidable: les navalles d'acer inoxidable són més difícils d'esmolar, però conserven el seu tall més temps, a part que no desenvolupen òxid tant fàcilment.

## Geometria

### Tipus de punta

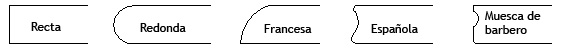
Tipus de punta de les navalles.

Les navalles d'afaitar es poden classificar d'acord amb el seu tipus de punta, que s'agrupen en tres categories principals:
- Punta recta  (o quadrada): el contorn de la punta baixa en línia recta, de manera perpendicular al tall i acaba en una punta afiladíssima la qual és molt útil per afaitar àrees estretes i delinear la barba. Requereix una mica més de cura que les puntes rodones i franceses, però en mans expertes és de gran utilitat.
- Punta rodona : el contorn de la punta és semicircular i la punta que forma amb el tall és menys afilada i més segura que la punta recta. Per això són les ideals per a nous usuaris. No obstant això, aquest tipus de punta no ofereix la mateixa precisió que la punta recta per a delinear la barba.
- Punta francesa : el contorn és semblant a la quarta part d'una circumferència, però amb una corba més filosa. La punta final que forma amb la resta del tall és tan aguda com la punta recta encara que potser una mica menys precisa. La diferència entre la punta francesa i la recta és merament estètica.

A més d'aquests tres principals tipus de punta, hi ha altres que poden ser una combinació entre aquests.
D'altra banda, existeixen variants per raons culturals, històriques o merament estilístiques com per exemple:
- Punta espanyola : el contorn de la punta es corba lleugerament cap a dins, cap a la resta del cos de la navalla.
- Osca de barber : es caracteritza per un petit forat entre el llom i el tall.

### Amplada
L'amplada de la navalla es refereix a la distància que hi ha entre el llom el tall. Aquesta s'expressa generalment en vuitens de polzada. Les mides varien de 3/8 fins a 8/8, essent les més comunes 5/8 i 6/8. Una navalla gran recull més crema d'afaitar en les passades que una navalla petita, demana així una esbandida menys freqüent i permet doncs un estalvi de temps. En canvi, no ofereix la mateixa maniobrabilitat que una navalla petita, que és molt més eficaç per a afaitar àrees estretes com el bigoti que creix just sota el nas, però que cal esbandir més sovint.

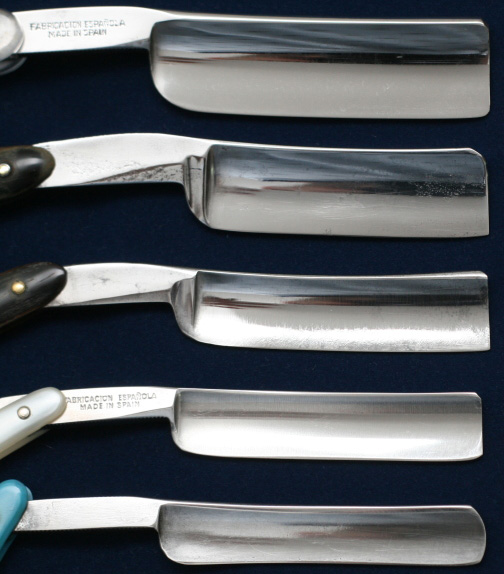
Navalles de diferents mides. De dalt a baix: 8/8, 7/8, 6/8, 5/8 i 4/8.

## Materials usats en la fabricació del mànec
Els materials usats per a fabricar mànecs són molt variats, i van des del barat fins a l'exòtic.

### Fusta
Es poden utilitzar molts tipus de fustes en la fabricació de mànecs. Una fusta molt popular és el banús, ja que és molt resistent i durador. Altres fustes molt comunes són el  cedre, bocote, snakewood (una fusta amb un envetat que s'assembla la pell d'una serp),  boix, i  olivera .
La fusta es protegeix de la humitat amb certs mètodes (com l'envernissat) fent-la un material molt durador.

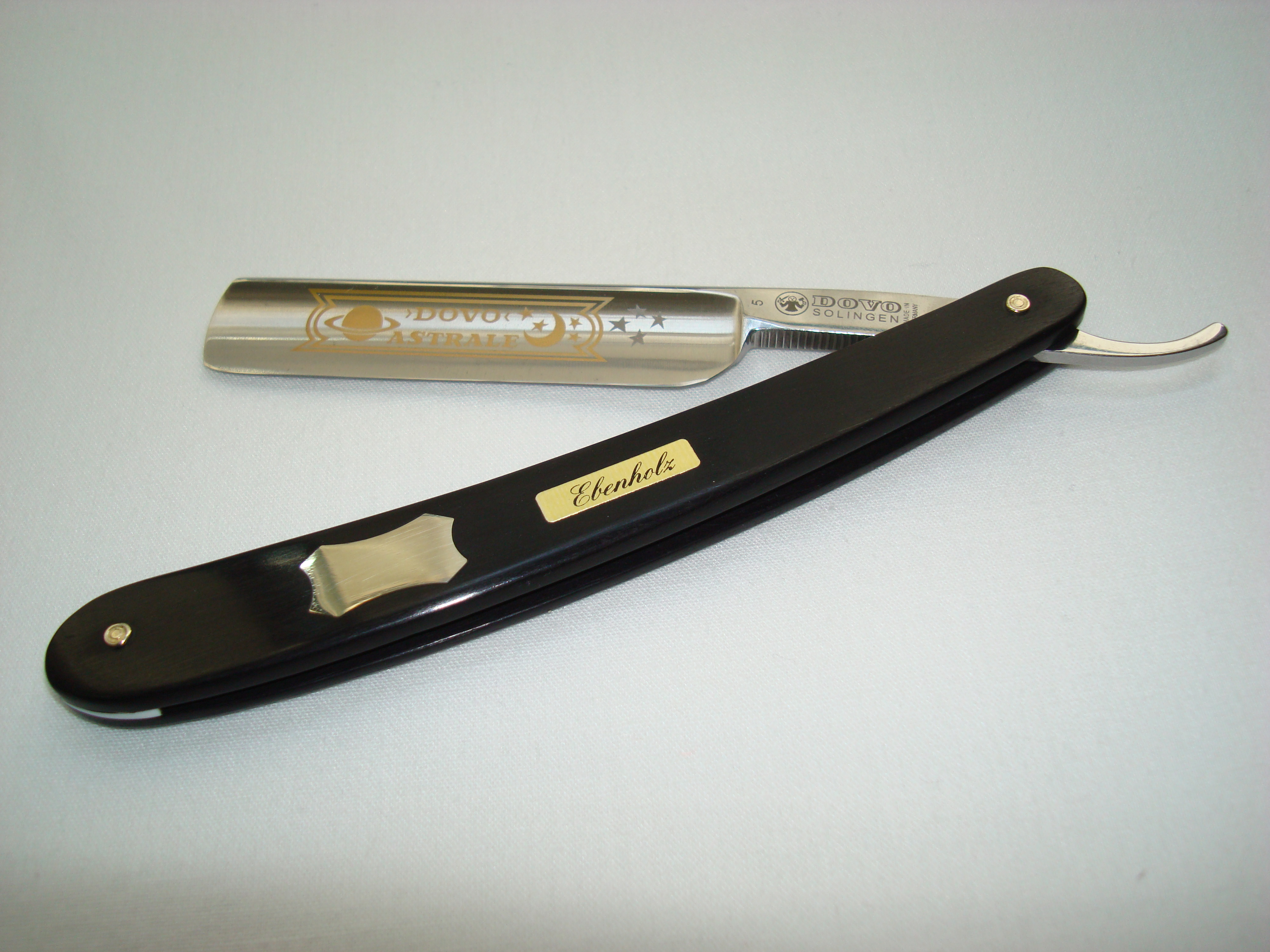
Navalla amb gravats d'or autèntic i mànec de banús natural.

### Productes d'origen animal
- Banya  (pot ser de brau, bisó o búfal): la banya crea mànecs molt elegants i amb un aspecte brillant, i com que cada un és diferent fa que cada navalla sigui única. No obstant això, amb el temps pot perdre la seva forma i doblegar-se, cosa que farà necessària una reparació especial en cas que això passi.
- Os  (generalment de bou)
- Nacre  (o  mareperles ): és un material preciós però molt car.
- Carei (closca de tortuga): La closca de tortuga va ser un material molt comú (amb el qual també es fabricaven lents, pintes, etc.). Avui en dia la caça de tortugues és il legal pel que aquest material ja no està disponible i alguns fabricants el substitueixen per plàstic amb una aparença molt similar
- Ivori : igual que el carei, l'ivori ja no està disponible, excepte si prové de mamuts fossilitzats. Era molt usat en les navalles més cares del passat.

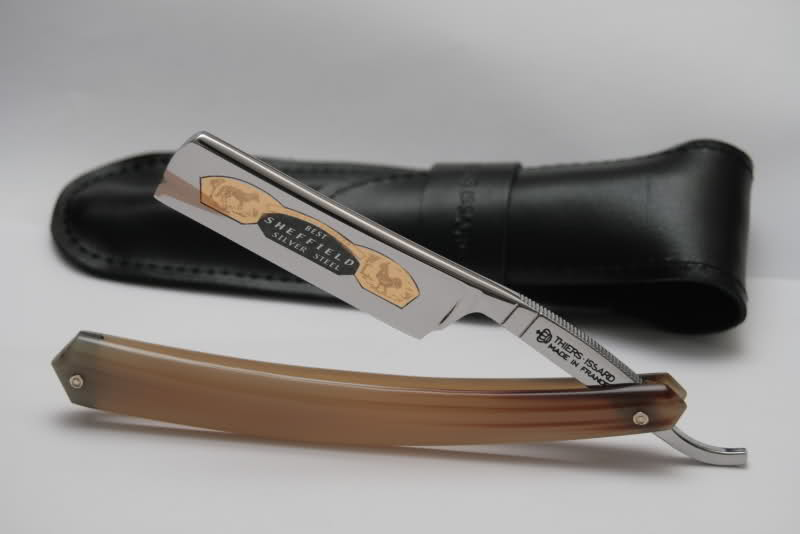
Navalla francesa amb mànec de banya natural.

### Compostos amb fibres naturals
Són el resultat de la combinació de compostos naturals i artificials, mitjançant laminat o contraplacat.
- Micarta : és un plàstic amb elements naturals (com lli o fins i tot paper) incrustats.
- Stamina : és un material semblant, barreja de fusta i fenol.

### Metall
Les navalles amb mànecs de metall, com acer inoxidable, solen ser més pesades que altres però són també molt perdurables. La plata també es feia servir en el passat, per a la fabricació de navalles cares.

### Plàstic
Els mànecs de plàstic (com polietilè, PVC, baquelita, etc.), tot i ser els més barats, són també molt duradors. A molts d'aquests mànecs se'ls donen efectes i colors d'alguns materials exòtics excessivament cars o prohibits com ivori, carei, mareperla, etc., donant com a resultat navalles elegants a preus accessibles.

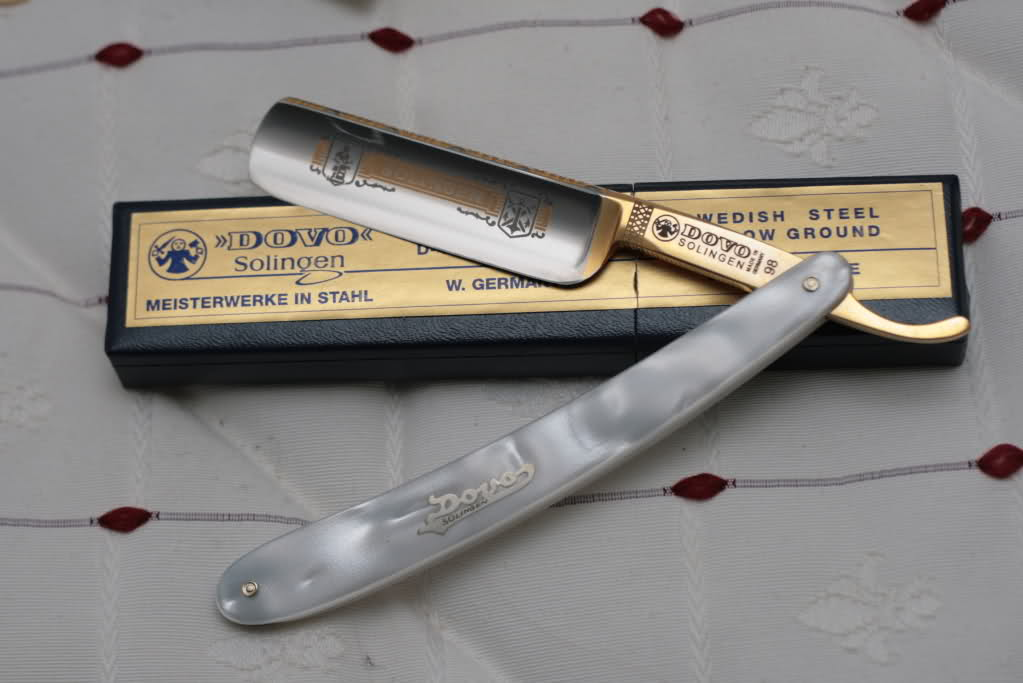
Raor alemany amb mànec de plàstic imitació nacre i elegants gravats d'or autèntic.

## Instruccions d'ús

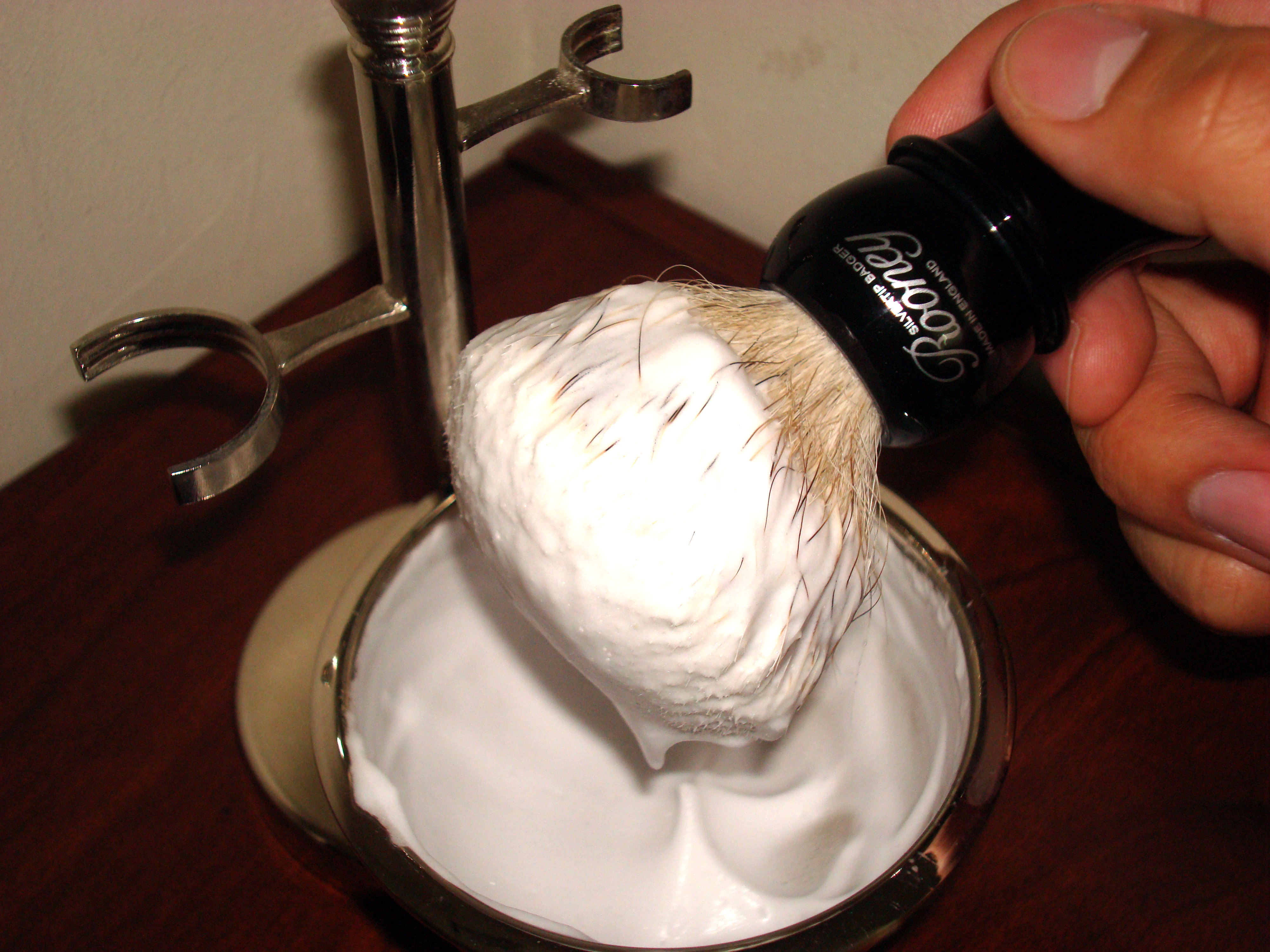
És molt important i recomanat l'ús d'una brotxa per l'afaitat a navalla, ja que l'escuma que crea ofereix una millor lubricació a la pell.

La navalla se sosté amb un angle de 30 graus aprox. i es fa lliscar en direcció perpendicular al fil per a no tallar-se: per tallar la pell la navalla hauria de lliscar paral·lelament a la seva vora tallant, cosa que cal evitar, ja que és una eina molt esmolada.

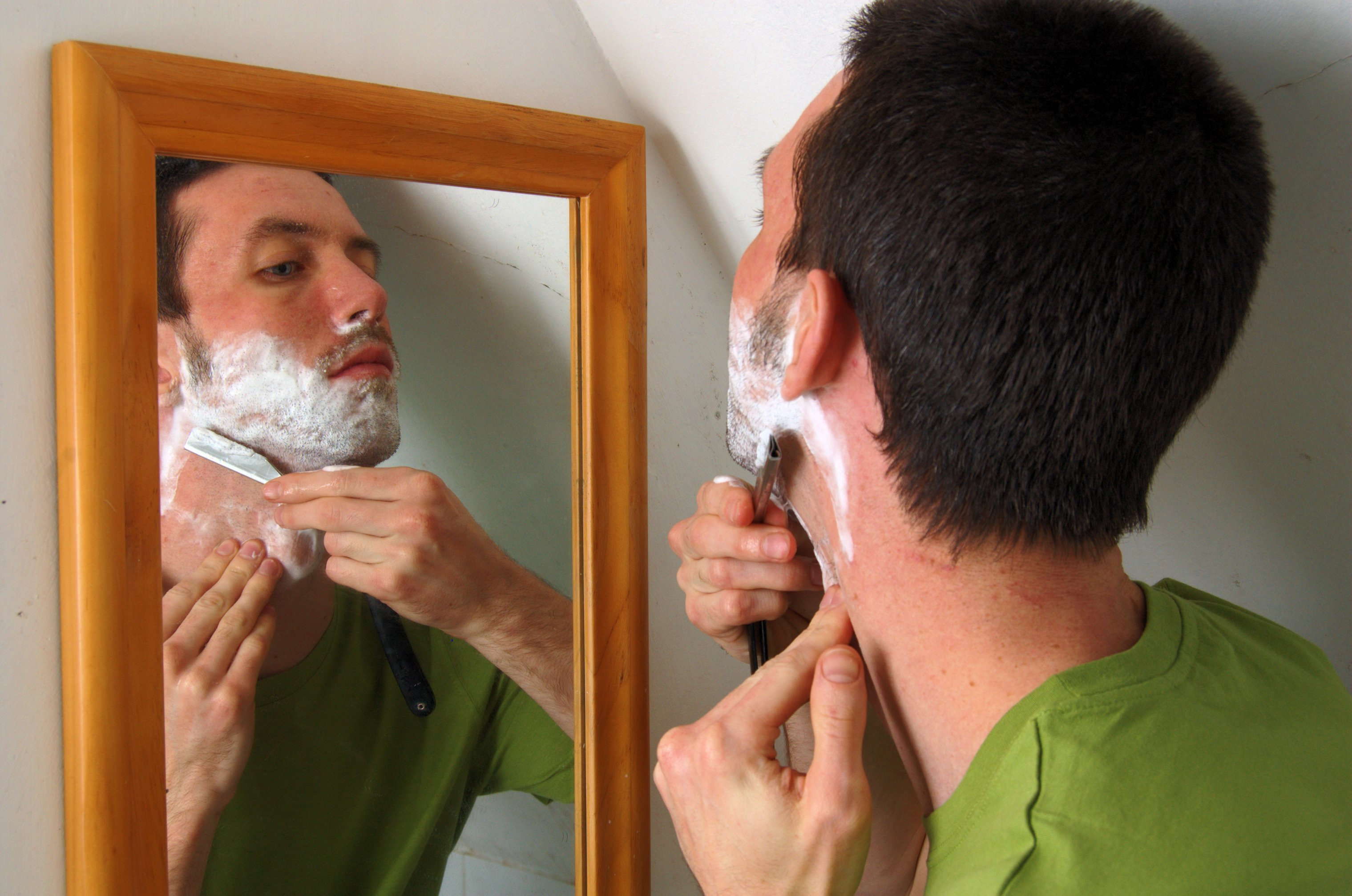
Un home afaitant-se amb una navalla de fulles d'un sol ús.

Es sol usar després d'haver cobert la pell amb un sabó per afaitar, aplicat amb brotxa; també hi ha cremes d'afaitar a l'estil clàssic per preparar amb brotxa. Fan una funció de lubricació i protecció, millorant el lliscament de la navalla, i també es poden usar amb maquinetes.
Per a la seva major eficàcia, una navalla s'ha de mantenir ben afilada, la qual cosa s'aconsegueix assentant-ne el tall i esmolant-la (amb una pedra per esmolar o un passador o una passadora, peça de fusta llisa o de pell ben tibant, damunt la qual es passa el raor per a afilar-lo.) periòdicament.
- Assentament: és l'acció de passar el tall de la navalla sobre un suavitzador de cuir. El que s'aconsegueix en assentar és realinear el tall de la navalla, redreçant les petites deformacions del tall sense retirar-ne metall. S'ha de fer a cada afaitat, abans de l'ús, després o abans i després, depenent de cada usuari.
- Esmolada: és l'acció de passar la navalla sobre una pedra per a esmolar. Com que la pedra és abrasiva, l'operació retira metall, eliminant les parts que s'han doblegat i per consegüent han perdut la seva alineació amb el tall. Es fa de dues a quatre vegades per any.

Abans de la generalització de les màquines d'afaitar, era freqüent que els homes amb mitjans posseïssin un joc de set navalles, una per a cada dia, per a reduir el risc d'oxidació de qualsevol d'aquestes degut a l'exposició diària a l'aigua. Tanmateix, la majoria en tenien només una. Pel mateix motiu, actualment es fabriquen navalles d'acer inoxidable, però molts usuaris encara prefereixen les navalles d'acer al carboni.
Actualment, també es fabriquen navalles que usen fulles d'un sol ús, cosa que estalvia a l'usador el manteniment de l'afilament.

## Ús actual
Avui en dia es segueixen fabricant navalles d'afaitar. DOVO de Solingen (Alemanya) i Thiers-Issard de Tièrn (Occitània), són els dos fabricants europeus més coneguts. Livi Coltellerie de Perusa (Itàlia) també fabrica aquest tipus de navalles de manera artesanal (a mà) i altres tipus de ganivets. Feather Safety Razor Co Ltd d'Osaka (Japó) fabrica navalles de barber amb la mateixa forma d'una navalla tradicional, però amb un sistema que utilitza navalles d'un sol ús que es llencen quan perden el tall.
Els usuaris actuals de les navalles per afaitar les prefereixen a les alternatives més modernes per raons diverses. Alguns se senten atrets per la nostàlgia que produeix d'afaitar-se de manera clàssica o tradicional, que en fa un ritual masculí, comparable a fumar la pipa. Altres tenen un interès a reduir la producció de residus inherent a les fulles i maquinetes un sol ús, o també per a estalviar diners a llarg termini: una navalla pot durar diverses generacions.
Altres fins i tot asseguren que les navalles d'afaitar ofereixen un millor afaitament que qualsevol altre mètode. Les navalles permeten un mes bon control de la fulla, variant l'angle de tall, i s'afaita una àrea més ampla gràcies a la seva llargada. A més, no requereixen una esbandida tan freqüent com les maquinetes, ja que van recollint l'escuma sobre el cos de la fulla, mentre que les maquinetes solen embussar-se amb escuma i pèls.
Un altre punt d'importància és que les maquinetes de fulla múltiple poden irritar la pell causa de la seva aspror, causant  pseudofoliculitis barbae , un patiment col·loquialment anomenat  borrissols enquistats . La millor alternativa per als qui en pateixen és afaitar-se amb sistemes d'una sola fulla o amb navalla.
A altres usuaris els agrada el fet que les navalles de barber requereixen un manteniment especial, fent del costum tot un passatemps. D'altres, les prefereixen per raons estètiques o per la seva essència. Una navalla fina, amb un mànec exquisit i elegant, i decoracions d'or, té una essència d'art i personalitat única que difícilment s'associaria a una maquineta de cartutx que hom troba en supermercats o farmàcies.
Finalment, una navalla ben cuidada dura moltes dècades i es pot convertir en una relíquia familiar, passada de pare a fill, de fill a net i així successivament. Per totes aquestes raons, els entusiastes moderns de l'afaitat clàssic han mantingut actiu el mercat de les navalles d'afaitar.